# Traité de Paris (1947)
Pour les articles homonymes, voir traité de Paris.
Le traité de Paris signé le 10 février 1947 est le résultat de la conférence de paix de Paris tenue du 29 juillet au 15 octobre 1946. Les Alliés de la Seconde Guerre mondiale, principalement les États-Unis, l'URSS, le Royaume-Uni et la France négocient les détails du traité de paix avec l'Italie, la Roumanie, la Hongrie, la Bulgarie et la Finlande après la fin de la Seconde Guerre mondiale.

## Parties prenantes
Le traité de Paris est signé à Paris le 10 février 1947, entre :
- d'une part les Alliés vainqueurs de la Seconde Guerre mondiale :
  - l'Union des républiques socialistes soviétiques, les États-Unis d'Amérique, le Royaume-Uni de Grande-Bretagne et d'Irlande du Nord, la République française, la république de Pologne, la république fédérative populaire de Yougoslavie, la république populaire d'Albanie, la République tchécoslovaque et le royaume de Grèce ;
- et d'autre part les vaincus, anciens alliés européens de l'Allemagne au sein de l'Axe (mais pas l'Allemagne elle-même, qui n’a pas de gouvernement et est administrée à cette époque par les Alliés - elle retrouvera un gouvernement en 1949) :
  - la République italienne, le royaume de Roumanie, la république de Hongrie, la république populaire de Bulgarie et la république de Finlande.

Pour que ces pays puissent se présenter dans cet ordre, ne sont prises en compte que les actions des premiers du côté allié (par exemple, celles de la France libre et celles de l'URSS après le 22 juin 1941) et que les actions des seconds du côté de l'Axe (excluant les actions du côté allié de la Bulgarie et de l'Italie en 1944-1945 et celles de la Finlande et de la Roumanie au début de la guerre puis en 1944-1945). Toutefois, certaines actions des seconds du côté allié leur valent de conserver leur indépendance (Finlande) ou des gains territoriaux (Transylvanie du Nord à la Roumanie, Dobroudja du Sud à la Bulgarie).
Maurice Couve de Murville y représente la France au sein de la délégation française.

## Transferts territoriaux et indemnisations

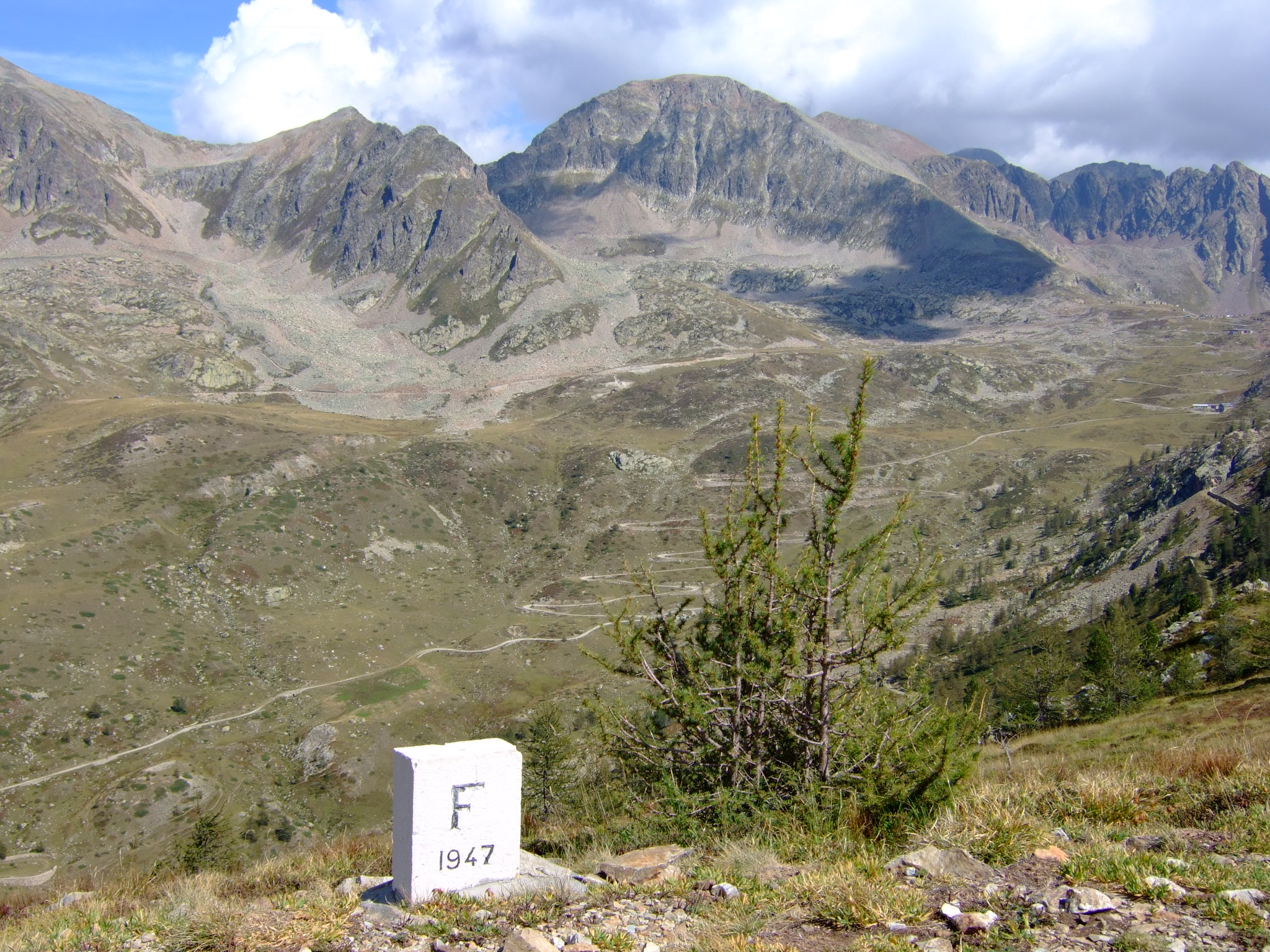
Une borne marquant la nouvelle frontière franco-italienne, non loin du col de la Lombarde.

### Bulgarie
La Bulgarie :
- est ramenée à ses frontières du 1er janvier 1938, plus la Dobroudja du Sud, qu'un arbitrage d'Hitler lui avait accordée en 1940,
- paie 25 millions de dollars à la Yougoslavie en réparation pour l'occupation de la Macédoine du Vardar,
- paie 45 millions de dollars à la Grèce en réparation pour l'occupation de la Macédoine-Orientale-et-Thrace.

### Finlande
La Finlande :
- abandonne la Carélie méridionale avec Vyborg (qu'elle avait dû céder après l'attaque soviétique de 1940), ainsi que les régions de Petsamo et de Salla,
- paie une indemnité de 300 millions de dollars à l'URSS en réparation pour la « guerre de continuation »,
- laisse à l'URSS l'usage de la presqu'île de Porkkala pour que celle-ci puisse y établir une base militaire.

### Hongrie
La Hongrie :
- est ramenée à ses frontières du 1er janvier 1938, moins trois villages dans le Győr-Moson-Sopron, transférés à la Tchécoslovaquie (Horvátjárfalu, Oroszvár et Dunacsún, aujourd’hui des quartiers de Bratislava : Jarovce, Rusovce et Čunovo),
- paie une indemnité de 300 millions de dollars à l'URSS en réparation pour sa participation à l'opération Barbarossa,
- paie aussi 100 millions de dollars à la Tchécoslovaquie et à la Yougoslavie en réparation pour l'occupation de territoires de ces pays à la suite du démantèlement du premier et de l'invasion du second.

### Italie

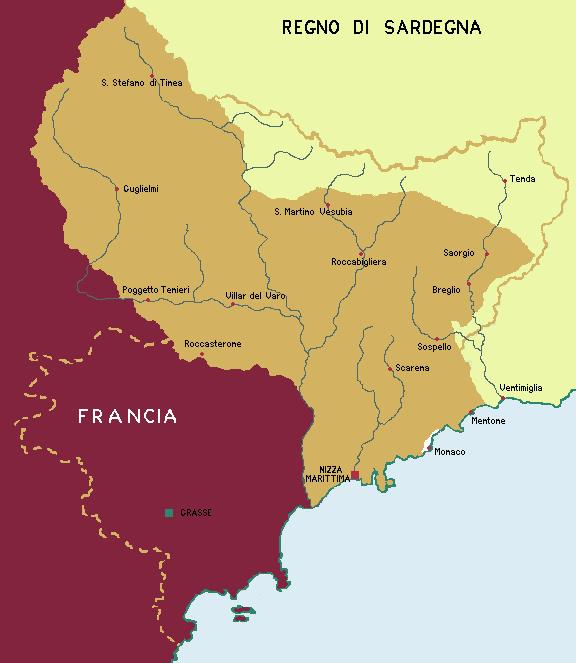
Évolution territoriale du département des Alpes-Martimes depuis 1793.
Comté de Nice rattaché à la France en 1860.
Acquisition du 10 février 1947 (Tende, La Brigue et Piène).

L'Italie abandonne :
- à la France :
  1. Dans les Alpes-Maritimes, pour 560 km2 : (i) comme zones peuplées, les deux communes de Tende et La Brigue, pour  270 km2 et entre deux et trois milliers d’habitants, les hameaux de Libre, Piène-Haute et Basse, rattachés à la commune de Breil-sur-Roya, au sud de la vallée de la Roya, et le hameau de Mollières, rattaché à la commune de Valdeblore en Tinée ; (ii) comme zones non peuplées, une partie de la commune actuelle de Saorge, en vallée de la Roya, les hautes vallées de la Vésubie et de la Tinée (rattachées aux communes de Belvédère, Saint-Martin-Vésubie, Valdeblore, Rimplas, Saint-Sauveur-sur-Tinée et Isola);
  2. 3,22 km2 au col du Petit-Saint-Bernard, 81,79 km2 sur le plateau du Mont-Cenis (frontière reportée loin au-delà du col), 47 km2 au mont Thabor (avec la « vallée Étroite ») et 17,1 km2 au mont Chaberton[3] ;

- à la Yougoslavie : Zara (Zadar), les îles dalmates de Veglia, Cherso, Lussino, Lagosta et Pelagosa, la vallée de l'Isonzo en amont de Gorizia, le Carso et la majeure partie de l'Istrie (tandis que Trieste devient une ville libre neutre) ;
- à l'Albanie : l'île de Saseno ;
- à la Grèce : l'archipel du Dodécanèse ;
- toutes ses possessions en Afrique : Libye, Érythrée (cédée à l'Éthiopie) et Somalie italienne.

Elle paie aussi :
- 25 millions de dollars à l'Éthiopie en réparation pour l'agression contre ce pays et son occupation ;
- 5 millions de dollars à l'Albanie en réparation pour l'agression contre ce pays et son occupation ;
- 105 millions de dollars à la Grèce en réparation pour l'agression contre ce pays et sa participation à son occupation ;
- 125 millions de dollars à la Yougoslavie en réparation pour sa participation à l'invasion et à l'occupation de ce pays ;
- 100 millions de dollars à l'URSS en réparation pour sa participation à l'opération Barbarossa.

### Roumanie
La Roumanie :
- récupère la Transylvanie septentrionale qu'un arbitrage de Hitler avait transférée en 1940 à la Hongrie,
- abandonne la Bessarabie (dont l'essentiel forme l'actuelle Moldavie) et la Bucovine du Nord à l'URSS,
- abandonne la Dobroudja du Sud à la Bulgarie,
- paie une indemnité de 300 millions de dollars à l'URSS en réparation pour sa participation à l'opération Barbarossa.